# Laura Martinozzi
Laura Martinozzi (ur. 27 maja 1639 w Fano, zm. 19 lipca 1687 w Rzymie) – księżna Modeny i Reggio (od śmierci teścia Franciszka I 14 października 1658). W latach 1662–1674 sprawowała regencję w imieniu małoletniego syna Franciszka II.
Była córką hrabiego Girolamo Martinozziego i jego żony Laury Margherity Mazzarini oraz siostrzenicą kardynała Jules’a Mazarina (jedną z Mazarinietek).
6 lutego 1655 poślubiła przyszłego księcia Modeny i Reggio Alfonsa IV d’Este. Para miała troje dzieci:
- księcia Franciszka (1657-1658)
- księżniczkę Marię (1658–1718), przyszłą królową Anglii, Szkocji i Irlandii
- Franciszka II (1660–1694), kolejnego księcia Modeny i Reggio